# Ottone Orseolo
Ottone Orseolo (Venecia, 993 - 1032) fue el 27º dux de la República de Venecia. Gobernó entre 1009 y 1026.

## Biografía

### Orígenes y desarrollo
Fue el tercer hijo del dux Pietro II Orseolo y su esposa María Candiano, hija de Vitale Candiano. Su verdadero nombre era Pietro, pero en 996, durante su confirmación, asumió el nombre de su padrino, el emperador occidental Otón III.
En 1004 acompañó a su hermano mayor Giovanni, corregente al trono ducal, que fue a Constantinopla para casarse con María, nieta del emperador bizantino Basilio II. Como se puede ver, la política de Pietro II estaba dirigida a establecer fuertes lazos con ambos poderes, a fin de mantener el Ducado equidistante de estos.
La repentina muerte de Giovanni, en 1007, llevó al sucesor corregente al cargo. Dos años después, en 1009, también murió Pietro II y Ottone fue proclamado dux.

### El dux
Ottone solo tenía dieciséis años entonces, pero tenía una bella personalidad y capacidad, cualidades que puso en práctica desde el principio. En 1011 se casó con Geiza, hija de Géza de Hungría. En 1018, cuando murió el patriarca de Grado Vitale Candiano, logró que le sucediera su hermano Orso, ya obispo de Torcello, quien a su vez fue sustituido por su segundo hermano, Vitale. Siguiendo a Felicita, abadesa del monasterio de San Juan Evangelista, se puede ver cómo la familia Orseolo había tomado las riendas de los principales cargos del Ducado.
En el campo de la política exterior tuvo una suerte dispar. En 1016 obligó al obispo de Adria a devolver algunos territorios alrededor de Loreo. Luego se concentró en Dalmacia con el fin de confirmar la autoridad veneciana, que era bastante débil. En 1018, por lo tanto, organizó una expedición similar a la que había llevado a cabo su padre veinte años antes: al mando de una flota, fue tocando las principales ciudades e islas de la costa del Adriático para que los obispos, el clero y la gente renovaran el juramento de lealtad a Venecia. Una vez más, Orseolo actuó en perfecta armonía con Bizancio, que en aquellos años estaba llevando a cabo su política de reconquista de los Balcanes tras derrotar al rey búlgaro Samuel.
Si Pietro II había logrado crear buenas relaciones con el Sacro Imperio Romano, con Ottone hubo un aumento de la tensión, debido principalmente al comportamiento de Enrique II en el curso de la centenaria disputa entre los patriarcados de Aquilea y Grado.
En efecto,el soberano, para hacerse con el control de los pasos alpinos, estaba favoreciendo al patriarca aquilense Poppó; fortalecido por el apoyo imperial, este último decidió desempolvar las viejas reivindicaciones de su sede y pidió a Benedicto VIII que declarase a Grado dependiente de la Iglesia friulana. Esta situación probablemente comprometía no solo las relaciones entre Venecia y el Imperio, sino también al propio dux, ya que, en ese momento estaba sentado en la silla gradense su hermano Orso.
En 1024 Ottone y Orso abandonaron Venecia debido a un levantamiento popular, quizá fomentado por las familias rivales de los Flabanici y los Gradenigo. Los dos huyeron a las tierras que poseía la sede gradense en Istria, pero la lejanía del patriarca fue la ocasión para que Poppó ocupase Grado y lo saquease. La situación se precipitó y los venecianos decidieron llamar al dux de vuelta, el cual recuperó la ciudad y fortaleció las defensas.

### El exilio y la muerte
Pero el regreso de Ottone no duró mucho: en 1026 otro grupo de rebeldes, dirigido por Domenico Flabanico, apresó al dogo y luego de afeitarle la barba en señal de deshonor, le exilió, sustituyéndolo por Pietro Barbolano. Orseolo encontró refugio en Constantinopla, mientras que su hijo Pietro recaló en la corte de su tío Esteban de Hungría.
En 1028 el ascenso de Romano III (cuñado de Juan Orseolo) en el trono de Bizancio fortaleció al partido de los Orseolo, que en la laguna continuó siendo representado por el patriarca Orso y el obispo Vitale, todavía en funciones. En 1031, Pietro Barbolano fracasa en contener una revuelta en Istria y en hacer frente a la amenaza de Poppó, llevando a una enésima revuelta. El depuesto dogo, Ottone fue llamado de nuevo a volver, mientras Orso asumió la regencia del ducado a la espera de su regreso. Ottone, sin embargo, murió en el viaje en la primavera de 1032.